# Константин Радулеску (фудбалер, рођен 1896)
Константин Костел Радулеску (рум. Constantin "Costel" Rădulescu; 5. октобар 1896 — 31. децембар 1981) био је фудбалер и селектор из Румуније који је био познат током 1920-их и 1930-их година. Радулеску је био селектор и менаџер фудбалска репрезентације Румуније и био је администратор у Румунском фудбалском савезу између 1923. и 1938. године.

## Први светски рат
Радулеску је служио као официр румунске војске током Првог светског рата у бици код Мараштија, између 1916. и 1918. године, у којој је задобио повреде десне руке. Након рата, 1919. године, био је голман румунског тима на Међусавезничким играма одржаним на стадиону Першинг у Паризу.
По завршетку рата, Радулеску је играо фудбал за Олимпију из Букурешта и Триколор Букурешт до 1923. Након те године, Радулеску је почео да се бви суђењем, тренирањем и администрирањем и био је укључен у оснивању Фудбалског савеза Румуније 1930. Био је селектор националног тима Румуније на двадесет и четири утакмице, између 1923. и 1940. Био је судија двадесет година, судивши на 200 прволигашких утакмица као и на 102 међународне утакмице између клубова и једанаест између репрезентација.

## Селектор репрезентације
Радулеску је био селектор румунске фудбалске репрезентације на прва три одржана Светска првенства (у Уругвају 1930, Италији 1934. и Француској 1938). По други пут је преузео ту функцију 1929. године, након што је репрезентација Румуније, коју је претходно водио Теофил Морарију, доживела тежак пораз против Југославије у мају 1928. године.
Радулеску је водио Румуне до титуле у Балканском купу 1929/31. На том купу, Румуни су изгубили само од Бугара у Софији. Успели су да постигну гол у свим мечевима. На Светском првенству 1930, Радулескуу је асистирао Октав Лучиде. Пре првенства, након што је Румунија доживела пораза од Југославије у мају 1930, Радулеску је одлучио да Емерих Фогл неће више бити капитен репрезентације и одлучио се да ће улога капитена надаље припадати Рудолфу Вецеру.

## Светско првенство у Уругвају 1930.
Румунија је успела да учествује на првом Светском првенству захваљујући уверљивости тадашњег генералног секретара Фудбалског савез Румуније, Октава Лукидеа. Током такмичења, Радулеску је два пута био помоћни судија, у мечевима с Аргентином и Уругвајем, током дана када Румуни нису играли. Улисес Сауседо, боливијски тренер, такође је био судија током тог првенства. Радулеску је такође био и линијски судија у другим приликама, док је Румунија играла тридесетих година.